# Akuro no Oka
Akuro no Oka (jap. アクロの丘) – singel zespołu Dir En Grey z 1999 roku wydany w tym samym czasie co Yurameki i -ZAN-. Singiel znalazł się najwyżej na 7. miejscu japońskiej listy Oriconu.

## Lista utworów
Autorem tekstów jest Kyo. Muzykę do tytułowego utworu skomponował Kaoru.
1. Akuro no Oka (アクロの丘) (8:33)
2. -ZAN- D.P.Y. Mix (残-ZAN-"D.P.Y. Mix") (remix by Paul DeCarli) (4:07)